# Мелані Енік
Мелані Енік (фр. Mélanie Henique, 22 грудня 1992) — французька плавчиня.
Учасниця Олімпійських Ігор 2016 року.
Призерка Чемпіонату світу з водних видів спорту 2011 року.
Призерка Чемпіонату світу з плавання на короткій воді 2014 року.
Призерка Чемпіонату Європи з водних видів спорту 2010, 2020 років.
Чемпіонка Європи з плавання на короткій воді 2012, 2019 років, призерка 2017 року.

## Особисте життя
У 2015 році, будучи відкрито лесбійкою, вона стала жертвою гомофобного нападу в Ам'єні, отримавши перелом носа, що змусило її знятися з Відкритого чемпіонату Франції з плавання.